# Союз-20
«Союз-20» — беспилотный космический корабль серии «Союз», запущенный 17 ноября 1975 года в СССР.
Задачами полёта были: автоматическая стыковка с орбитальной станцией «Салют-4», испытание новых бортовых систем на предмет продления ресурса корабля до 90 дней в состыкованном со станцией виде (вместо базовых 60 дней), а также исследования жизнедеятельности некоторых живых организмов в условиях невесомости.

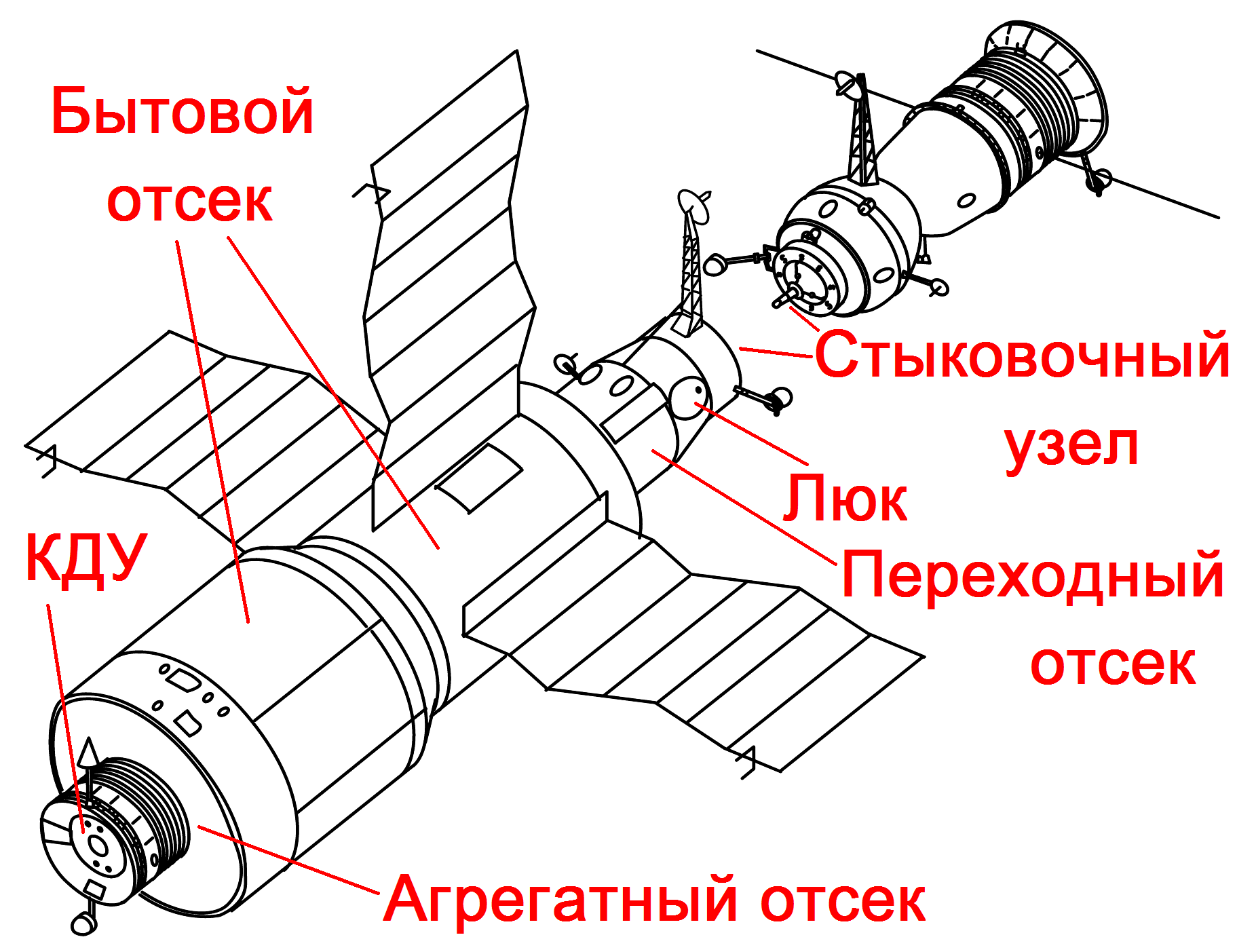
«Салют-4» и «Союз»

Изначально корабль предполагался для экспедиции посещения на станцию «Алмаз». Но из-за технических проблем станция не была запущена вовремя, а полёт отменён. 19 ноября 1975 г. корабль в автоматическом режиме состыковался с «Салютом-4». Совместный полёт продолжался 90 суток. 16 февраля 1976 г. «Союз-20» отстыковался от станции и совершил успешную посадку. Ресурсные испытания корабля 7К-Т в составе ДОС «Салют-4» прошли без замечаний и подтвердили увеличенный полётный ресурс корабля.
16 февраля 1976 года в 02:24:00 по московскому времени Союз-20 благополучно совершил посадку на Землю.

## Параметры полёта
- Масса корабля: 6570 кг
- Апогей: 251 км
- Перигей: 177 км
- Орбитальный наклон: 51,6°
- Сидерический период: 89,1 мин